# Deborah Crombie

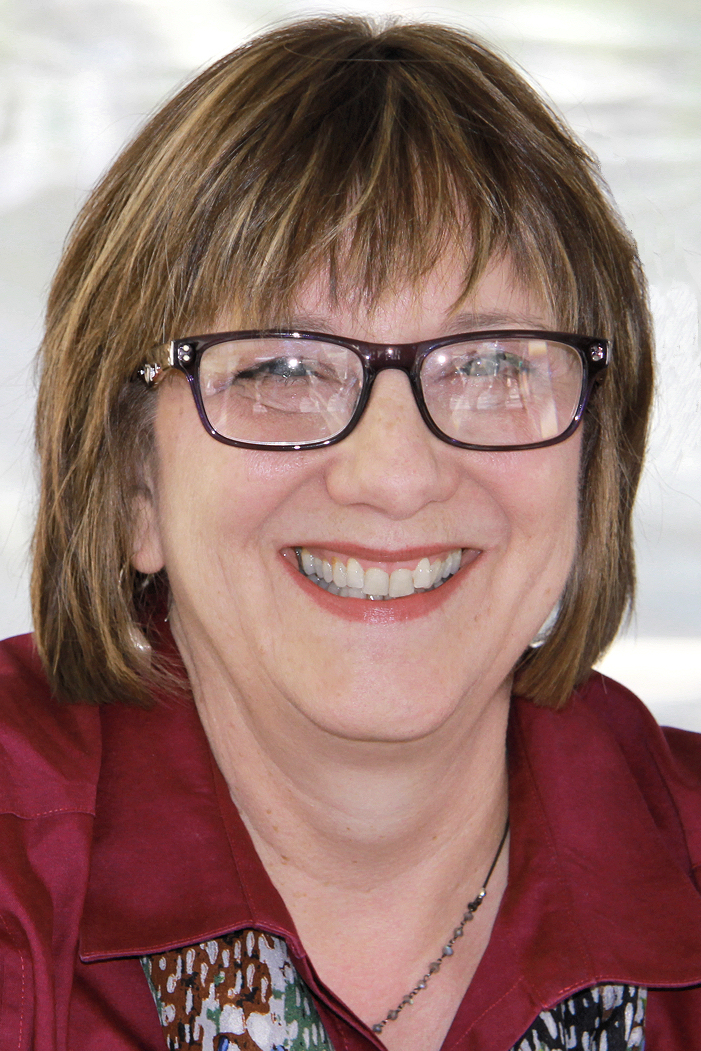
Deborah Crombie

Deborah Crombie (* 1952) ist eine US-amerikanische Krimi-Schriftstellerin.

## Leben
Aufgewachsen ist Deborah Crombie in Texas. Obwohl sie zuerst die Studienrichtung Biologie einschlug, besann sie sich dann ihrer Vorliebe für das Schreiben, arbeitete sie eine Zeit lang als Journalistin und Übersetzerin und ging für einige Zeit nach England und Schottland. Dort holt sie sich auch heute noch ihre Inspiration für ihre in Großbritannien spielende Krimiserie um Duncan Kincaid und Gemma James, die 1994 ihre Karriere als freie Schriftstellerin begründete.
Deborah Crombie lebt mit ihrem Ehemann, der bei der Polizei beschäftigt ist, und einer Tochter in Richardson im Dallas County.

## Die Kriminalromane
Ähnlich wie das Duo Lynley & Havers bei Elizabeth George handelt es sich bei Kincaid & James um ein Polizistenduo von Vorgesetztem und Untergebener, wobei sich zwischen Superintendent Duncan Kincaid, einem geschiedenen Mittvierziger, und der allein erziehenden Mutter Sergeant Gemma James im Fortgang der Romane eine Beziehung anbahnt. Das Privatleben der Ermittler ist der rote Faden der Reihe und in Das verlorene Gedicht geht es sogar um den Mord an Kincaids Ex-Frau.

## Auszeichnungen
- 1997 Macavity Award – Kategorie Bester Roman für Dreaming of the Bones (dt. Das verlorene Gedicht. Goldmann, München 1998)
- 2009 Macavity Award – Kategorie Bester Roman für Where Memories Lie (dt. Wen die Erinnerung trügt. Goldmann, München 2009)

## Werke
- Das Hotel im Moor. Roman („A Share in Death“, 1993). Goldmann, München 2009, ISBN 978-3-442-47026-6.
- Alles wird gut. Roman („All Shall Be Well“, 1994). Goldmann, München 2010, ISBN 978-3-442-47186-7.
- Und ruhe in Frieden. Roman („Leave the Grave Green“, 1995). Goldmann, München 2008, ISBN 978-3-442-46968-0.
- Kein Grund zur Trauer. Thriller („Mourn Not Your Dead“, 1996). Goldmann, München 2011, ISBN 978-3-442-47612-1.
- Das verlorene Gedicht. Roman („Dreaming of the Bones“, 1997). Goldmann, München 2003, ISBN 3-442-45649-5.
- Böses Erwachen. Roman („Kissed a Sad Goodbye“, 1999). Goldmann, München  2001, ISBN 3-442-44928-6.
- Von fremder Hand. Roman („A Finer End“, 2001). Goldmann, München 2003, ISBN 3-442-05504-0.
- Der Rache kaltes Schwert. Roman („And Justice There Is None“, 2002). Goldmann, München 2002, ISBN 978-3-442-45308-5.
- Nur wenn du mir vertraust. Roman („Now May You Weep“, 2003). Goldmann, München 2004, ISBN 978-3-442-45309-2.
- Denn nie bist Du allein. Roman („In a Dark House“, 2004). Goldmann, München 2005, ISBN 3-442-45870-6.
- So will ich schweigen. Roman („Water Like a Stone“, 2007). Goldmann, München 2007, ISBN 978-3-442-45871-4.
- Wen die Erinnerung trügt. Roman („Where Memories Lie“, 2008). Goldmann 2009, ISBN 978-3-442-46623-8.
- Wenn die Wahrheit stirbt. Roman („Necessary as Blood“, 2009). Goldmann, München 2010, ISBN 978-3-442-46622-1.
- Die stillen Wasser des Todes. Roman („No Mark Upon Her“, 2011). Goldmann, München 2011, ISBN 978-3-442-47465-3.
- Wer Blut vergießt. Roman („The Sound of Broken Glass“, 2013). Goldmann, München 2013, ISBN 978-3-442-47466-0.
- Wer im Dunkeln bleibt. Roman („To Dwell in Darkness“, 2015). Goldmann, München 2015, ISBN 978-3-442-48023-4.
- Beklage deine Sünden. Roman („Garden of Lamentations“, 2017). Goldmann, München 2017, ISBN 978-3-442-48024-1.
- Denn du sollst sterben. Roman („A Bitter Feast“, 2019). Goldmann, München 2020, ISBN 978-3-442-48772-1.
- Der Unschuldigen Blut. Roman („A Killing of Innocents“, 2023). Goldmann, München August 2023, ISBN 978-3-442-48773-8.